# Małaja Muksałma (miejscowość)
Małaja Muksałma (ros. Малая Муксалма) – osiedle w Rosji, w obwodzie archangielskim, w rejonie primorskim, na wyspie o tej samej nazwie. W 2021 liczyło 18 mieszkańców.